# Василије Мокрањац
Василије Мокрањац (Београд, 11. септембар 1923 — Београд, 27. мај 1984) био је српски композитор, професор композиције на београдском Факултету музичке уметности и редовни члан Српске академије наука и уметности. Био је један од најистакнутијих музичких стваралаца у Србији у другој половини 20. века. Мада првенствено признат као симфоничар, истакао се и на пољу клавирске музике, а компоновао је и знатан број партитура филмске и примењене музике. Добитник је значајних признања, међу којима су Награда Стеријиног позорја, Октобарска награда града Београда, награда Југословенске радио-дифузије, као и Седмојулска награда за животно дело.

## Биографија
Василије Мокрањац потиче из једне од најчувенијих српских музичких лоза. Његов отац, виолончелиста Јован Мокрањац, био је братанац композитора Стевана Стојановића Мокрањца; мајка Јелена, пореклом Чехиња, такође је свирала виолончело. Василије се определио за клавир: од 1932. до 1942. године учио је клавир приватно код Алексеја Бутакова, затим је студирао исти инструмент на београдској Музичкој академији (данас Факултет музичке уметности) у класи Емила Хајека и дипломирао 1948. године. Међутим, током студија клавира заинтересовао се за композицију, те је уписао и овај одсек у класи Станојла Рајичића и дипломирао 1951. године. По завршетку студија у потпуности се посветио компоновању и педагошком раду. Од 1948. до 1956. предавао је у музичким школама „Јосиф Маринковић“ и „Мокрањац“. Године 1956. постао је доцент на Музичкој академији; 1965. изабран је за ванредног, а 1972. за редовног професора композиције. Од 1962. до 1965. био је председник Удружења композитора Србије. За дописног члана Српске академије наука и уметности изабран је 1967. године, а за редовног члана 1976. – исте године када је добио и Седмојулску награду за животно дело.
Мокрањац је себи одузео живот у 61. години. Иза њега су остале супруга Олга и кћерка Александра.

## Стил
Стваралаштво Василија Мокрањца карактерише наклоност према инструменталној музици. У погледу стилског опредељења, све етапе Мокрањчевог развојног пута могу се сврстати под оквире неокласицизма и умереног модернизма. Рано стваралаштво Мокрањца одређено је неоромантизмом прожетим елементима стилизованог фолклора, што је била последица студирања композиције у периоду непосредно по завршетку Другог светског рата, када је соцреалистичка идеологија наметала овакво опредељење. Осим тога, Мокрањац је студирао у класи Станојла Рајичића, професора конзервативних назора, који је инсистирао на томе да се студенти изражавају у традиционалним формама апсолутне музике. Поред неоромантизма, у Мокрањчевом раном опусу уочавају се и елементи објективистичког неокласицизма, нарочито у делима за мање саставе. Мокрањчев зрели стил, пак, представља синтезу неоекспресионистичких и неоимпресионистичких елемената.
У Мокрањчевом стваралаштву могу се уочити три етапе, раздвојене како променама у композиторовом проседеу, тако и преовлађујућим интересовањем за поједине жанрове и извођачке медије.

### Прва стваралачка фаза (до 1958)
Готово све Мокрањчеве ране композиције посвећене су клавиру, са изузетком дела писаних у циљу задовољења наставног програма Музичке академије. Мокрањчева клавирска дела су веома виртуозна и одају сигурну руку искусног пијанисте. Може се рећи да је Мокрањац створио најзначајнији клавирски опус у српској музици: скоро сва његова клавирска дела су објављена и ушла су у репертоар како ученика музичких школа тако и професионалних пијаниста.
Највећи број дела остварен је у форми свите или циклуса минијатура (изузетак представљају две Сонатине из 1953-54. као и Sonata Romantica написана на првој години студија). Од композиција насталих за време студија издвајају се Тема са варијацијама (1947) у којој је већ приметно Мокрањчево суверено владање клавирским слогом, Гудачки квартет (1949), као и дипломски рад Драматична увертира (1950).
У клавирским композицијама Етиде (1951-52), Две сонатине (1953-54), Фрагменти (1956) и Шест игара (1950-57) приметно је обогаћивање неоромантизма елементима џеза и блуза, бартоковског „барбаро“ стила, те хиндемитовског неокласицизма; у хармонском погледу, проширено тонална основа бива допуњена битоналним односно бимодалним епизодама. У овим композицијама, појединачни ставови/комади су углавном писани у заокруженим, традиционалним формама (најчешће је у питању троделна песма) и могу се изводити и ван циклуса. Упркос томе, Мокрањац је настојао да и у оквиру свите односно циклуса минијатура оствари кохерентност музичког тока, те појединачни комади/ставови имају јасно дефинисане улоге у драматургији читаве композиције. Типична Мокрањчева клавирска фактура је вишеслојна: њу красе скривене мелодије у средњим гласовима, богати полифони преплети, учестали бордуни и педали који доприносе статичности или амбивалентности хармоније, разуђени акорди у широком слогу, итд.
Прву стваралачку фазу заокружује троставачни Кончертино за клавир, две харфе и гудаче (1958), у којем Мокрањац прожима необарокну основу са елементима стилизованог фолклора.

### Друга стваралачка фаза (1958—1972)
Централни период Мокрањчевог стваралаштва претежно је посвећен оркестарској музици. Њиме доминирају три Симфоније (из 1961, 1965. и 1967. године). У Првој симфонији Мокрањац промовише звучно језгро у виду акорда састављеног од прекомерне кварте и велике септиме; овај „прамотив“ јавља се и у другим његовим симфонијским делима. Све три симфоније остварене су неоекспресионистичким звучним писмом, а у Трећој симфонији Мокрањац по први пут користи дванаесттонски низ. Међутим, Мокрањац се не придржава постулата серијалног метода, већ дванаесттонски низ примењује као пролазну звучну илустрацију. Мада се све три симфоније придржавају класичног четвороставачног сонатно-симфонијског обрасца, коришћење јединственог мотивског језгра и постепено брисање граница између ставова води ка једноставачним симфонијама и „поемама“ из Мокрањчеве последње стваралачке фазе.
Напоредо са симфонијама, Мокрањац пише и композиције мањих претензија, остварене у неокласичном изразу блиском Стравинском (Увертира из 1962. године) односно Хиндемитy (Дивертименто из 1967. и Симфонијета из 1969. године; оба дела написана су за гудачки оркестар). У исто време настао је и знатан број партитура филмске и позоришне музике. Занимљиво је да у овом раздобљу Мокрањац уопште није компоновао клавирску музику. Међутим, клавир је саставни део Мокрањчевог симфонијског оркестра, те су му често поверене значајне партије.

### Трећа стваралачка фаза (1972—1984)
Од почетка седамдесетих година 20. века Мокрањац постепено трансформише свој музички језик, те остварује синтезу поступака коришћених у претходним деценијама са новим, префињеним, лирским звучним светом обојеним елементима импресионизма и нове једноставности.
Сва оркестарска и концертантна дела из последње стваралачке фазе (Четврта и Пета симфонија, Лирска поема, Концертантна музика и Поема за клавир и оркестар) остварена су у једноставачној форми са одликама динамично-драматског лука, без обзира на то да ли носе назив „симфонија“ или „поема“. У хармонском погледу Мокрањац експериментише са Месијановим системом модуса са ограниченим транспозицијама, те нпр. У Лирској поеми (1975) и Петој симфонији (са поднасловом Quasi una poema, 1979) користи Други Месијанов модус. Дванаесттонски низ, промовисан у Трећој симфонији, поново се јавља али овог пута као тема која бива подвргнута традиционалном мотивском раду (Четврта симфонија, Концертантна музика за клавир и оркестар).
Клавир се вратио у први план, посебно у изузетно успелим свитама-поемама из 1973. године Интиме и Одјеци. Појединачни ставови у свитама насталим у овом раздобљу остварени су у слободној форми и толико су органски повезани и међузависни да се не могу изводити издвојено. Тиме је жанр клавирске свите или циклуса минијатура такође преосмишљен у жанр једноставачне поеме.
Свита-поема Интиме остварена је у виду великог градационог лука, од почетног неоимпресионистичког прелудирања (обогаћеног цитатом композиције „Вода звира“ Јосипа Славенског), преко смењивања лаганих и брзих одсека, уз нагле динамичке контрасте који кулминирају у драматичном петом ставу, до коначног смирења у Коди. У овом делу, једном од најличнијих у Мокрањчевом опусу, композитор разоткрива свој унутрашњи свет – интровертан и медитативан – а затим и показује његову суштинску неусаглашеност са спољним светом, који доживљава као дисонантан и агресиван.
Свита-поема Одјеци, мада реализована у сличној форми као Интиме, открива другачију димензију композиторове личности, његову потрагу за духовношћу, коренима, исконом, као уточиштима од спољашњих изазова. Дело је инспирисано византијским напевима и црквеним звонима; Мокрањац симулира различите елементе религијског обреда – појање, молитву, хорска јектенија – на фону свеприсутних „звона“, која су у сваком од једанаест ставова Одјека дочарана другачијом клавирском фактуром. Мокрањац не покушава да рестаурира црквени обред, већ се присећа његових саставних делова и показује на који начин они „одјекују“ у његовој свести.
Лирска поема (1974), Мокрањчево најпознатије оркестарско дело, по духу је блиска Интимама и Одјецима. Одвија се као след контрастних епизода обједињених истим мотивским језгром, уског опсега и секундног покрета, изграђеним на бази лествице састављене од наизменичних полустепена и целих степена (познате под називима модус Римског-Корсакова, Скрјабинов модус, Други Месијанов модус, итд). Уочљиви су елементи стилизованог фолклора, како у пасторалном звуку дрвених дувача, тако и у квази-вокалној хетерофонији мелодијских линија. Поред тога, присутна је аутореференцијалност јер Мокрањац цитира мотив из властите оркестарске Увертире, компоноване 1962. године.
Пета симфонија, са поднасловом Quasi una poema (1979), блиска је Лирској поеми како по једноставачној, епизодној форми и хармонији заснованој на Другом Месијановом модусу, тако и по медитативној, контемплативној драматургији. У исто време, Мокрањац се враћа и свом квартно-септимном „прамотиву“ успостављеном још у Првој симфонији. У пропратном коментару за премијеру Пете симфоније цитиране су Мокрањчеве речи, подједнако применљиве на сва његова дела из завршне стваралачке фазе: „Доживљај светлог и тамног у нама и око нас, покушај скока из реалног у астрално, повремено урлање у тишини, свест да је човек, по речима песника, од космоса удаљен само својом кожом, можда је то идејни круг и основа драмског заплета моје Пете симфоније.“

## Педагошки рад
Василије Мокрањац је уживао репутацију професора широких погледа, отвореног ка новим стремљењима, који студентима није наметао сопствена уметничка схватања. Из његове класе потекли су први српски минималисти (касније чланови групе ОПУС 4) Владимир Тошић, Мирослав Савић, Миодраг Лазаров и Милимир Драшковић. Због ове групе студената, Мокрањац је дошао у сукоб са својим некадашњим професором Рајичићем, као и са другим професорима композиције (Александар Обрадовић, Петар Озгијан, итд.) који су заговарали конзервативан приступ настави. Мокрањцу је замерано што брани интересе својих студената и допушта слободно изражавање естетских опредељења. Поред чланова групе ОПУС 4, у класи Василија Мокрањца дипломирали су и Растислав Камбасковић, Властимир Трајковић, Александар Вујић, Светлана Максимовић и други.

## Значајна дела
Симфонијска и концертантна:
- 1950. Драматична увертира
- 1958. Кончертино за клавир, две харфе и гудачки оркестар
- 1961. Прва симфонија
- 1962. Увертира
- 1965. Друга симфонија
- 1967. Трећа симфонија
- 1967. Дивертименто за гудаче
- 1969. Симфонијета за гудаче
- 1969. Концертна увертира
- 1972. Четврта симфонија
- 1974. Лирска поема
- 1976. Концертантна музика за клавир и оркестар
- 1979. Пета симфонија –
- 1983. Поема за клавир и оркестар

Клавирска:
- 1947. Тема са варијацијама
- 1951-52. Седам етида
- 1953-54. Две сонатине:
- 1956. Фрагменти
- 1950-57. Шест игара
- 1973. Интиме
- 1973. Одјеци
- 1975. Пет прелудијума (1984. додат још један Прелудијум)

Камерна:
- 1952. Стара песма и игра за виолину (или виолончело) и клавир
- 1965. Платани, свита за 3 флауте, харфу, вибрафон, клавир и челесту
- 1984. Прелудијум за кларинет